# Janicza Bravo

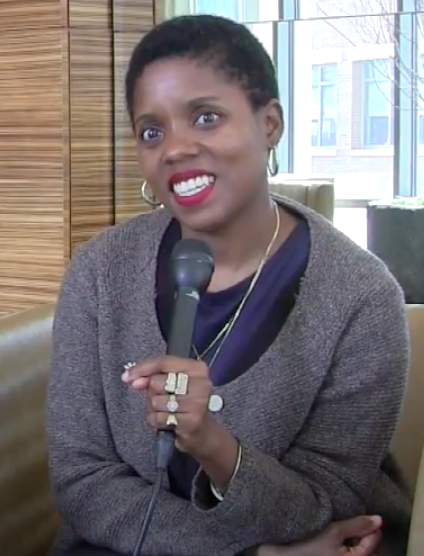
Janicza Bravo, Standbild aus einem Video (2017)

Janicza Bravo (* 25. Januar 1981 in New York City, New York) ist eine US-amerikanische Filmregisseurin, Filmproduzentin und Drehbuchautorin. Einem breiteren Publikum wurde Bravo als Regisseurin des Films Zola bekannt.

## Leben
Geboren in New York wuchs Bravo bis zu ihrem 13. Lebensjahr in Panama auf. Dort lebte sie in Panama-Stadt und Colón, der Heimatstadt ihrer Eltern. Beide Elternteile arbeiteten zeitweise als Schneider. Als Bravo im Babyalter war, verpflichtete sich ihre Mutter für das amerikanische Militär, sodass die Familie lange Zeit auf einem Militärstützpunkt in Panama-Stadt lebte. Im Alter von 12 Jahren kehrte Bravo mit ihrer Familie in die USA zurück und ließ sich in Crown Heights, Brooklyn nieder.
Bravo studierte Regie und Bühnenbild an der New York University bei der Playwrights Horizons Theater School der Tisch School of the Arts. Ein Teil ihres Uni-Abschlussjahres verbrachte sie in Spanien, u. a. in Madrid.
Fünf Jahre nach ihrem Universitätsabschluss verlegte Bravo ihren Wohnort nach Los Angeles.
Bravo war von 2015 bis 2018 mit dem Schauspieler Brett Gelman verheiratet. Gemeinsam arbeiteten sie u. a. am Drehbuch für Bravos Spielfilm-Regiedebüt Lemon, in dem Gelman auch vor der Kamera zu sehen war.

## Karriere
Nach Abschluss ihres Studiums hielt sich Bravo zunächst mit wechselnden Jobs als Stylistin für u. a. Musikvideos, Werbung und Theaterproduktionen über Wasser, bevor sie das Drehbuch zu ihrem Debüt-Spielfilm Lemon entwickelte. Ein erster Versuch den Film zu verwirklichen scheiterte aufgrund finanzieller Probleme. Bravo wandte sich zunächst dem Kurzfilm zu, bis sie 2016 schließlich Lemon realisieren konnte. Erste größere Erfolge feierte die Regisseurin mit dem Kurzfilm Gegory Go Boom, der u. a. beim Sundance Film Festival 2014 mit einem Preis ausgezeichnet wurde. Für die Arbeit an ihren frühen Filmen wurde Bravo 2014 vom Filmmaker Magazine als eines von „25 New Faces of Film“ ausgewählt. 2020 folgte Bravos zweite Spielfilm-Regiearbeit Zola. Der Film basiert auf einem viralen Twitter-Thread von Aziah King und dem Rolling-Stone-Artikel: „Zola Tells All, The Real Story Behind the Greatest Stripper Saga Ever Tweeted“ von David Kushner.
2015 drehte die Regisseurin zu Ehren des 25. Geburtstags der Glamour Women of the Year Awards die Featurette „Victoria Beckham Is Living a Life Filled with Style and Grace“ mit Victoria Beckham.
2022 war Bravo unter neun Filmschaffenden, die für die Ausstellung In America: An Anthology of Fashion des Metropolitan Museum Of Art jeweils einen eigenen Period Room designten. Neben Bravo waren Radha Blank, Sofia Coppola, Julie Dash, Tom Ford, Regina King, Martin Scorsese, Autumn de Wilde und Chloé Zhao am Projekt beteiligt.
Bravo strebte zu Beginn ihres Studiums zunächst kurzzeitig eine Ausbildung als Schauspielerin an. Ihr damaliger Dozent Fritz Ertl riet ihr zu einer Karriere als Regisseurin. Trotz des Fokus auf einen Karriereweg hinter der Kamera kann Bravo kleine Schauspielauftritte in Filmen wie In a World … (2013) und Sharp Stick sowie in Serien wie Love und Camping (2018) für sich verzeichnen.

## Filmografie
- 2011: Eat (Kurzfilm, Regie/Drehbuch/Schnitt)
- 2013: Gregory Go Boom (Kurzfilm, Regie/Drehbuch/Schnitt/Produktion)
- 2014: Pauline Alone (Kurzfilm, Regie/Drehbuch/Schnitt/Produktion)
- 2015: Woman of the Year (Kurzfilm, Regie)
- 2015: Hot Package (Fernsehserie, Drehbuch, 5 Episoden)
- 2016: Hard World for Small Things (Kurzfilm, Regie/Drehbuch/Produktion)
- 2016: Woman in Deep (Kurzfilm, Regie/Drehbuch/Produktion)
- 2016: Man Rots From the Head (Kurzfilm, Regie/Drehbuch/Produktion)
- 2016: The New Yorker presents: Couple’s First Dinner Party, Serves Six (Kurzfilm, Regie/Drehbuch)
- 2016: Atlanta (Fernsehserie, Regie, Episode 1x09)
- 2017: Lemon (Regie/Drehbuch/Produktion)
- 2017: Hell in the Afternoon (Kurzfilm, Regie/Drehbuch/Produktion)
- 2018: Forever (Fernsehserie, Regie, 2 Episoden)
- 2020: Zola (Regie/Drehbuch)
- 2020: Mrs. America (Fernsehserie, Regie, Episode 1x08)
- 2021: In Treatment – Der Therapeut (In Treatment, Fernsehserie, Regie, 4 Episoden)
- 2021: Them (Fernsehserie, Regie, Episode 1x05)
- 2022: Kindred: Verbunden (Kindred, Fernsehserie, Regie, Episode 1x01)
- 2023: Poker Face (Fernsehserie, Regie, Episode 1x10)
- 2024: The Listeners (Fernsehserie, Regie)

## Auszeichnungen
Independent Spirit Awards
- 2022: Nominierung für die beste Regie und das beste Drehbuch (gemeinsam mit Jeremy O. Harris) für Zola

Palm Springs International Film Festival
- 2020: Gewinn als „Directors to Watch“ für Zola

Sundance Film Festival
- 2014: Gewinn des Kurzfilmpreis der Jury für Gregory Go Boom
- 2014: Nominierung für den Großen Kurzfilmpreis der Jury für Gregory Go Boom
- 2017: Nominierung für den „Best of Next!“-Publikumspreis für Lemon
- 2020: Im Wettbewerb um den U.S. Grand Jury Prize: Dramatic mit Zola

SXSW Film Festival
- 2011: Nominiert für den Kurzfilm-Publikumspreis in der Sparte „Narrative“ für Eat
- 2016: Nominiert für den SXSW Großen Preis der Jury in der Sparte „Narrative Short“ für Woman in Deep
- 2017: Nominiert für den SXSW Gamechanger Award für Lemon